# IV. sjezd KSČ
IV. sjezd KSČ byl stranický sjezd Komunistické strany Československa konaný roku 1927.

## Dobové souvislosti a průběh sjezdu
Odehrával se ve dnech 25.–28. března 1927. Sjezdu dominovala otázka rozvoje komunistického odborového hnutí a byl přijat nový organizační řád. Sjezd přinesl úspěch křídlu okolo Bohumila Jílka.
KSČ se v té době potýkala se silnými frakčními spory. Před III. sjezdem došlo k vyčlenění pravicové skupiny okolo Josefa Bubníka (tzv. bubnikiáda), která v roce 1925 požadovala větší samostatnost KSČ na směrnicích Kominterny. Bubník stranu opustil a založil Neodvislou stranu komunistickou v Československu. V letech 1926–1928 probíhaly v KSČ další útoky a vylučování lidí podobného ražení, kteří byli označování za trockistickou frakci (Artur Pollak, Július Verčík aj.). Vedení KSČ představované Bohumilem Jílkem naopak čelilo kritice zleva, od radikální skupiny okolo Klementa Gottwalda. Toto křídlo nakonec na 5. sjezdu KSČ v roce 1929 převládlo.